# Giải vô địch bóng đá châu Âu 2000 (Bảng A)
Giải vô địch bóng đá châu Âu 2000 (bảng A) bắt đầu từ ngày 12 tháng 6 năm 2000 đến ngày 20 tháng 6 năm 2000. Kết thúc vòng bảng, Bồ Đào Nha giành vị trí nhất bảng, Romania nhì bảng; đây cũng là hai đội giành quyền vào tứ kết. Còn Anh và Đức lần lượt đứng thứ ba và thứ tư tại bảng đấu; hai đội bị loại.

## Các đội bóng
| Vị trí | Đội        | Nhóm | Tư cách                    | Ngày vượt qua vòng loại | Số lần tham dự UEFA Euro | Lần tham dự gần nhất | Thành tích tốt nhất            | Xếp hạng Hệ số UEFA | Xếp hạng FIFA |
| ------ | ---------- | ---- | -------------------------- | ----------------------- | ------------------------ | -------------------- | ------------------------------ | ------------------- | ------------- |
| A1     | Đức        | 1    | Nhất bảng 3                | 9 tháng 10 năm 1999     | 8                        | 1996                 | Vô địch (1972, 1980, 1996)     | 7                   | 6             |
| A2     | România    | 2    | Nhất bảng 7                | 9 tháng 10 năm 1999     | 3                        | 1996                 | Vòng bảng (1984, 1996)         | 2                   | 11            |
| A3     | Bồ Đào Nha | 3    | Đội nhì bảng xuất sắc nhất | 9 tháng 10 năm 1999     | 3                        | 1996                 | Bán kết (1984)                 | 11                  | 15            |
| A4     | Anh        | 4    | Thắng play-off             | 17 tháng 11 năm 1999    | 6                        | 1996                 | Hạng ba (1968), Bán kết (1996) | 17                  | 12            |

Notes
1. ↑  Bảng xếp hạng Hệ số UEFA được công bố vào tháng 11 năm 1999 được sử dụng để bốc thăm chia bảng.
2. ↑  Từ năm 1972 đến 1988, Đức tham dự với tên gọi Tây Đức.

## Bảng xếp hạng
| VT | Đội        | ST | T | H | B | BT | BB | HS | Đ | Giành quyền tham dự |
| -- | ---------- | -- | - | - | - | -- | -- | -- | - | ------------------- |
| 1  | Bồ Đào Nha | 3  | 3 | 0 | 0 | 7  | 2  | +5 | 9 | Tứ kết              |
| 2  | România    | 3  | 1 | 1 | 1 | 4  | 4  | 0  | 4 | Tứ kết              |
| 3  | Anh        | 3  | 1 | 0 | 2 | 5  | 6  | −1 | 3 |                     |
| 4  | Đức        | 3  | 0 | 1 | 2 | 1  | 5  | −4 | 1 |                     |

## Các trận đấu

### Đức vs Romania
| Đức        | 1–1      | România     |
| ---------- | -------- | ----------- |
| Scholl 28' | Chi tiết | Moldovan 5' |

| Germany | Romania |

| GK               | 1  | Oliver Kahn         |  |     |
| SW               | 10 | Lothar Matthäus     |  | 78' |
| CB               | 4  | Thomas Linke        |  | 46' |
| CB               | 6  | Jens Nowotny        |  |     |
| RWB              | 2  | Markus Babbel       |  |     |
| LWB              | 17 | Christian Ziege     |  |     |
| DM               | 16 | Jens Jeremies       |  |     |
| CM               | 7  | Mehmet Scholl       |  |     |
| CM               | 8  | Thomas Häßler       |  | 73' |
| CF               | 20 | Oliver Bierhoff (c) |  |     |
| CF               | 11 | Paulo Rink          |  |     |
| Dự bị:           |    |                     |  |     |
| DF               | 3  | Marko Rehmer        |  | 46' |
| MF               | 14 | Dietmar Hamann      |  | 73' |
| MF               | 18 | Sebastian Deisler   |  | 78' |
| Huấn luyện viên: |    |                     |  |     |
| Erich Ribbeck    |    |                     |  |     |

| GK               | 12 | Bogdan Stelea     |     |     |
| SW               | 6  | Gheorghe Popescu  |     |     |
| RB               | 2  | Dan Petrescu      |     | 69' |
| CB               | 3  | Liviu Ciobotariu  |     |     |
| CB               | 4  | Iulian Filipescu  |     |     |
| LB               | 13 | Cristian Chivu    |     |     |
| CM               | 8  | Dorinel Munteanu  |     |     |
| CM               | 5  | Constantin Gâlcă  |     |     |
| AM               | 10 | Gheorghe Hagi (c) | 49' | 73' |
| CF               | 9  | Viorel Moldovan   |     | 85' |
| CF               | 11 | Adrian Ilie       | 49' |     |
| Dự bị:           |    |                   |     |     |
| DF               | 22 | Cosmin Contra     |     | 69' |
| FW               | 7  | Adrian Mutu       |     | 73' |
| MF               | 15 | Ioan Lupescu      |     | 85' |
| Huấn luyện viên: |    |                   |     |     |
| Emerich Jenei    |    |                   |     |     |

| Cầu thủ xuất sắc nhất trận đấu: Mehmet Scholl (Đức) Trợ lý trọng tài: Jens Larsen (Đan Mạch) Roland Van Nylen (Bỉ) Trọng tài thứ tư: Gilles Veissière (Pháp) |

### Bồ Đào Nha vs Anh
| Bồ Đào Nha                                   | 3–2      | Anh                          |
| -------------------------------------------- | -------- | ---------------------------- |
| - Figo 22' - João Pinto 37' - Nuno Gomes 59' | Chi tiết | - Scholes 3' - McManaman 18' |

| Portugal | England |

| GK               | 1  | Vítor Baía (c)    | 89' |     |
| RB               | 14 | Abel Xavier       |     |     |
| CB               | 2  | Jorge Costa       |     |     |
| CB               | 5  | Fernando Couto    |     |     |
| LB               | 13 | Dimas Teixeira    |     |     |
| CM               | 17 | Paulo Bento       |     |     |
| CM               | 4  | José Luís Vidigal |     |     |
| AM               | 10 | Rui Costa         |     | 85' |
| RF               | 7  | Luís Figo         |     |     |
| CF               | 21 | Nuno Gomes        |     | 89' |
| LF               | 8  | João Pinto        |     | 75' |
| Dự bị:           |    |                   |     |     |
| MF               | 11 | Sérgio Conceição  |     | 75' |
| DF               | 16 | Beto              |     | 85' |
| MF               | 19 | Capucho           |     | 89' |
| Huấn luyện viên: |    |                   |     |     |
| Humberto Coelho  |    |                   |     |     |

| GK               | 1  | David Seaman     |     |     |
| RB               | 2  | Gary Neville     |     |     |
| CB               | 5  | Tony Adams       |     | 82' |
| CB               | 4  | Sol Campbell     |     |     |
| LB               | 3  | Phil Neville     |     |     |
| RM               | 7  | David Beckham    |     |     |
| CM               | 8  | Paul Scholes     |     |     |
| CM               | 14 | Paul Ince        | 44' |     |
| LM               | 11 | Steve McManaman  |     | 58' |
| CF               | 9  | Alan Shearer (c) |     |     |
| CF               | 10 | Michael Owen     |     | 46' |
| Dự bị:           |    |                  |     |     |
| FW               | 19 | Emile Heskey     |     | 46' |
| MF               | 17 | Dennis Wise      |     | 58' |
| DF               | 6  | Martin Keown     |     | 82' |
| Huấn luyện viên: |    |                  |     |     |
| Kevin Keegan     |    |                  |     |     |

| Cầu thủ xuất sắc nhất trận đấu: Luís Figo (Bồ Đào Nha) Trợ lý trọng tài: Leif Lindberg (Thụy Điển) Emanuel Zammit (Malta) Trọng tài thứ tư: Urs Meier (Thụy Sĩ) |

### Romania vs Bồ Đào Nha
| România | 0–1      | Bồ Đào Nha       |
| ------- | -------- | ---------------- |
|         | Chi tiết | - Costinha 90+4' |

| Romania | Portugal |

| GK               | 12 | Bogdan Stelea     |     |     |
| RB               | 22 | Cosmin Contra     | 27' |     |
| CB               | 4  | Iulian Filipescu  |     |     |
| CB               | 6  | Gheorghe Popescu  |     |     |
| LB               | 13 | Cristian Chivu    |     |     |
| DM               | 5  | Constantin Gâlcă  |     |     |
| RM               | 2  | Dan Petrescu      | 22' | 64' |
| LM               | 8  | Dorinel Munteanu  |     |     |
| AM               | 10 | Gheorghe Hagi (c) | 16' |     |
| CF               | 9  | Viorel Moldovan   |     | 69' |
| CF               | 11 | Adrian Ilie       |     | 78' |
| Dự bị:           |    |                   |     |     |
| MF               | 14 | Florentin Petre   |     | 64' |
| FW               | 18 | Ionel Ganea       |     | 69' |
| FW               | 16 | Laurenţiu Roşu    |     | 78' |
| Huấn luyện viên: |    |                   |     |     |
| Emerich Jenei    |    |                   |     |     |

| GK               | 1  | Vítor Baía (c)    |     |     |
| RB               | 20 | Carlos Secretário |     |     |
| CB               | 2  | Jorge Costa       |     |     |
| CB               | 5  | Fernando Couto    |     |     |
| LB               | 13 | Dimas Teixeira    |     |     |
| CM               | 17 | Paulo Bento       |     |     |
| CM               | 4  | José Luís Vidigal |     |     |
| AM               | 10 | Rui Costa         |     | 87' |
| RF               | 7  | Luís Figo         | 30' |     |
| CF               | 21 | Nuno Gomes        |     | 56' |
| LF               | 8  | João Pinto        |     | 56' |
| Dự bị:           |    |                   |     |     |
| FW               | 9  | Ricardo Sá Pinto  |     | 56' |
| MF               | 11 | Sérgio Conceição  |     | 56' |
| MF               | 15 | Costinha          |     | 87' |
| Huấn luyện viên: |    |                   |     |     |
| Humberto Coelho  |    |                   |     |     |

| Cầu thủ xuất sắc nhất trận đấu: Fernando Couto (Bồ Đào Nha) Trợ lý trọng tài: Jacques Poudevigne (Pháp) Dramane Dante (Mali) Trọng tài thứ tư: Michel Piraux (Bỉ) |

### Anh vs Đức
| Anh           | 1–0      | Đức |
| ------------- | -------- | --- |
| - Shearer 53' | Chi tiết |     |

| England | Germany |

| GK               | 1  | David Seaman     |     |     |
| RB               | 2  | Gary Neville     |     |     |
| CB               | 4  | Sol Campbell     |     |     |
| CB               | 6  | Martin Keown     |     |     |
| LB               | 3  | Phil Neville     |     |     |
| RM               | 7  | David Beckham    | 41' |     |
| CM               | 8  | Paul Scholes     |     | 71' |
| CM               | 14 | Paul Ince        |     |     |
| LM               | 17 | Dennis Wise      |     |     |
| CF               | 9  | Alan Shearer (c) |     |     |
| CF               | 10 | Michael Owen     |     | 61' |
| Dự bị:           |    |                  |     |     |
| MF               | 16 | Steven Gerrard   |     | 61' |
| MF               | 18 | Nick Barmby      |     | 71' |
| Huấn luyện viên: |    |                  |     |     |
| Kevin Keegan     |    |                  |     |     |

| GK               | 1  | Oliver Kahn (c)   |     |     |
| SW               | 10 | Lothar Matthäus   |     |     |
| CB               | 2  | Markus Babbel     | 89' |     |
| CB               | 6  | Jens Nowotny      |     |     |
| RWB              | 18 | Sebastian Deisler |     | 72' |
| LWB              | 17 | Christian Ziege   |     |     |
| CM               | 14 | Dietmar Hamann    |     |     |
| CM               | 16 | Jens Jeremies     | 43' | 78' |
| AM               | 7  | Mehmet Scholl     |     |     |
| CF               | 19 | Carsten Jancker   |     |     |
| CF               | 9  | Ulf Kirsten       |     | 70' |
| Dự bị:           |    |                   |     |     |
| FW               | 11 | Paulo Rink        |     | 70' |
| MF               | 13 | Michael Ballack   |     | 72' |
| MF               | 5  | Marco Bode        |     | 78' |
| Huấn luyện viên: |    |                   |     |     |
| Erich Ribbeck    |    |                   |     |     |

| Cầu thủ xuất sắc nhất trận đấu: Alan Shearer (Anh) Trợ lý trọng tài: Sergio Zuccolini (Ý) Carlos Martín Nieto (Tây Ban Nha) Fourth official: Gamal Al-Ghandour (Ai Cập) |

### Anh vs Romania
| Anh                              | 2–3      | România                                        |
| -------------------------------- | -------- | ---------------------------------------------- |
| - Shearer 41' (ph.đ.) - Owen 45' | Chi tiết | - Chivu 22' - Munteanu 48' - Ganea 89' (ph.đ.) |

| England | Romania |

| GK               | 13 | Nigel Martyn     |     |     |
| RB               | 2  | Gary Neville     |     |     |
| CB               | 4  | Sol Campbell     |     |     |
| CB               | 6  | Martin Keown     |     |     |
| LB               | 3  | Phil Neville     |     |     |
| RM               | 7  | David Beckham    |     |     |
| CM               | 8  | Paul Scholes     |     | 81' |
| CM               | 14 | Paul Ince        |     |     |
| LM               | 17 | Dennis Wise      |     | 75' |
| CF               | 9  | Alan Shearer (c) | 64' |     |
| CF               | 10 | Michael Owen     |     | 66' |
| Dự bị:           |    |                  |     |     |
| FW               | 19 | Emile Heskey     |     | 66' |
| MF               | 18 | Nick Barmby      |     | 75' |
| MF               | 12 | Gareth Southgate |     | 81' |
| Huấn luyện viên: |    |                  |     |     |
| Kevin Keegan     |    |                  |     |     |

| GK               | 12 | Bogdan Stelea        |     |     |
| RB               | 22 | Cosmin Contra        | 44' |     |
| CB               | 4  | Iulian Filipescu     | 71' |     |
| CB               | 6  | Gheorghe Popescu (c) |     | 32' |
| LB               | 13 | Cristian Chivu       | 18' |     |
| RM               | 2  | Dan Petrescu         | 40' |     |
| CM               | 5  | Constantin Gâlcă     |     | 68' |
| CM               | 8  | Dorinel Munteanu     |     |     |
| LM               | 11 | Adrian Ilie          | 45' | 74' |
| CF               | 9  | Viorel Moldovan      |     |     |
| CF               | 7  | Adrian Mutu          |     |     |
| Dự bị:           |    |                      |     |     |
| DF               | 17 | Miodrag Belodedici   |     | 32' |
| FW               | 16 | Laurenţiu Roşu       |     | 68' |
| FW               | 18 | Ionel Ganea          |     | 74' |
| Huấn luyện viên: |    |                      |     |     |
| Emerich Jenei    |    |                      |     |     |

| Cầu thủ xuất sắc nhất trận đấu: Dorinel Munteanu (Romania) Trợ lý trọng tài: Igor Šramka (Slovakia) Yuri Dupanov (Belarus) Fourth official: Terje Hauge (Na Uy) |

### Bồ Đào Nha vs Đức
| Bồ Đào Nha                | 3–0      | Đức |
| ------------------------- | -------- | --- |
| - Conceição 35', 54', 71' | Chi tiết |     |

| Portugal | Germany |

| GK               | 12 | Pedro Espinha      |     | 90' |
| RB               | 16 | Beto               | 27' |     |
| CB               | 2  | Jorge Costa        |     |     |
| CB               | 5  | Fernando Couto (c) |     |     |
| LB               | 3  | Rui Jorge          |     |     |
| RM               | 11 | Sérgio Conceição   |     |     |
| CM               | 6  | Paulo Sousa        |     | 72' |
| CM               | 15 | Costinha           |     |     |
| LM               | 19 | Capucho            |     |     |
| CF               | 9  | Ricardo Sá Pinto   |     |     |
| CF               | 18 | Pauleta            |     | 67' |
| Dự bị:           |    |                    |     |     |
| FW               | 21 | Nuno Gomes         |     | 67' |
| MF               | 4  | José Luís Vidigal  |     | 72' |
| GK               | 22 | Quim               |     | 90' |
| Huấn luyện viên: |    |                    |     |     |
| Humberto Coelho  |    |                    |     |     |

| GK               | 1  | Oliver Kahn (c)   |     |     |
| SW               | 10 | Lothar Matthäus   |     |     |
| RB               | 3  | Marko Rehmer      |     |     |
| CB               | 4  | Thomas Linke      |     |     |
| LB               | 6  | Jens Nowotny      |     |     |
| CM               | 13 | Michael Ballack   | 25' | 46' |
| CM               | 14 | Dietmar Hamann    |     |     |
| RW               | 18 | Sebastian Deisler | 27' |     |
| AM               | 7  | Mehmet Scholl     |     | 60' |
| LW               | 5  | Marco Bode        |     |     |
| CF               | 19 | Carsten Jancker   | 26' | 69' |
| Dự bị:           |    |                   |     |     |
| FW               | 11 | Paulo Rink        | 90' | 46' |
| MF               | 8  | Thomas Häßler     |     | 60' |
| FW               | 9  | Ulf Kirsten       |     | 69' |
| Huấn luyện viên: |    |                   |     |     |
| Erich Ribbeck    |    |                   |     |     |

| Cầu thủ xuất sắc nhất trận đấu: Sérgio Conceição (Bồ Đào Nha) Trợ lý trọng tài: Jaap Pool (Hà Lan) Roland Van Nylen (Bỉ) Fourth official: Ľuboš Micheľ (Slovakia) |